# Lightbox (script)
Lightbox é uma técnica de JavaScript que cria uma janela secundária do tipo modal, sobreposta ao site ou janela principal usada para exibir conteúdos web ou multimídia sem a necessidade de redirecionamento para outra janela principal, abertura de janela popup e de recarregar a janela principal após o uso do lightbox.
No lightbox o conteúdo é exibido em qualquer área da tela e o fundo restante da área sobreposta normalmente é escurecido por uma camada semi-transparente, bloqueando qualquer interação na janela principal até que a lightbox seja encerrada.

## História
O termo Lightbox era originalmente o nome de um plugin JavaScript específico, escrito por Lokesh Dhakar. Originalmente usava duas bibliotecas JavaScript tipo framework, chamadas de Prototype e Script.aculo.us, para implementar animações de abertura e posicionamento. Em abril de 2012, o plugin foi reescrito para jQuery. A técnica ganhou popularidade devido ao estilo simples, mas elegante e de fácil implementação. 